# In Blue
Albums de The Corrs
The Corrs Unplugged
(1999) Best of The Corrs
(2001)
In Blue est le troisième album studio du groupe irlandais The Corrs.

## Liste des morceaux
1. Breathless - 3:28
2. Give Me a Reason - 3:29
3. Somebody for Someone - 4:00
4. Say - 4:33
5. All the Love in the World - 4:22
6. Radio - 4:14
7. Irresistible - 3:40
8. One Night - 4:38
9. All in a Day - 3:43
10. At Your Side - 3:55
11. No More Cry - 2:59
12. Rain - 4:15
13. Give It All Up - 3:28
14. Hurt Before - 4:05
15. Rebel Heart (Instrumental) - 4:06
16. Una noche (ft. Alejandro Sanz) - édition sud américaine
17. Judy - éditions japonaise et australienne

### In Blue Édition Spéciale 2 CD

#### CD 1
1. Breathless - 3:28
2. Give me a reason - 3:29
3. Somebody for someone - 4:00
4. Say - 4:33
5. All the love in the world - 4:22
6. Radio - 4:14
7. Irresistible - 3:40
8. One night - 4:38
9. All in a day - 3:43
10. At your side - 3:55
11. No more cry - 2:59
12. Rain - 4:15
13. Give it all up - 3:28
14. Hurt before - 4:05
15. Rebel Heart (Instrumental) - 4:06

#### CD 2
1. Somebody for Someone [acoustique] – 3:24
2. No More Cry [acoustique] – 2:53
3. Radio [acoustique] – 4:14
4. At your Side [acoustique] – 3:50
5. Love in the Milky Way [previously unreleased] – 4:01
6. Looking in the Eyes of Love [previously unreleased] – 4:32
7. Haste to the Wedding [live - instrumental] – 5:00